# Göteborgs fattighusförsamling
Göteborgs fattighusförsamling var en församling i Göteborgs stift och i Göteborgs kommun. Församlingen uppgick 7 juli 1885 i Göteborgs Kristine församling.

## Administrativ historik
Församlingen bildades 8 november 1726 och införlivade omkring 1825 Göteborgs spinnhusförsamling. Namnet var före 26 februari 1836 Stadens fattighus samt Göteborgs allmänna Arbets- och Correctionsinrättning. Församlingen uppgick 7 juli 1885 i Göteborgs Kristine församling.
Församlingen utgjorde till samgåendet ett pastorat med Göteborgs spinnhusförsamling som annexförsamling.